# Mandrare
De Mandrare is een rivier die stroomt door de regio Anosy in het zuiden van Madagaskar. Ze mondt uit in de Indische Oceaan nabij Amboasary Sud.